# Ticket to Ride (igra)
Ticket to Ride je tematska strateška igra za dva do pet igrača iz 2004. godine čija je radnja smeštena u rani XX vek gde je cilj igre prvi povezati dva grada železničkom linijom.

## Opis i pravila
Ticket to Ride uključuje do pet različitih železničkih kompanija koje pokušavaju da spoje različite destinacije na mapi i koje se bore oko zajedničkih ruta. Svaki igrač dobija zadatak da poveže dva udaljena grada, a da bi se zauzela trasa igrač mora da sakupi određeni broj karata koji zahteva ta trasa kojom se kreće njegov voz.
Postoji ograničeni broj trasa, pa ukoliko jedan igrač zauzme jednu trasu, time zatvara tu mogućnost za drugog igrača. Igrač skuplja poene za trase i zadatke, onaj koji skupi najviše poena je pobednik.
Igrači sakupljaju kartice različitih vrsta vagona koje potom koriste za polazak na železničke rute širom mape, planirajući da spoje gradove svojim vozićima. Što su rute duže, one vrede više bodova. Teže ih je sakupiti, ali kada se spoje dva grada svojom rutom, dobija se više poena i brže se pomera na bodovnoj tabli. Dodatni bodovi se osvajaju ako se ispune posebni ciljevi koje je svaki igrač tajno dobio na početku igre. Ekstra bodove dobija igrač koji izgradi European Express – najdužu neprekidnu rutu.

Nagrade i priznanja za Ticket to Ride:
- 2013 Hungarian Board Game Award Special Prize Winner
- 2008 Ludoteca Ideale Official Selection Winner
- 2006 Japan Boardgame Prize Best Japanese Game Winner
- 2006 Hra roku Winner
- 2006 Årets Spill Best Family Game Winner
- 2005 Japan Boardgame Prize Best Advanced Game Nominee
- 2005 International Gamers Awards – General Strategy; Multi-player
- 2005 Vuoden Peli Family Game of the Year Winner
- 2005 Juego del Año Winner
- 2005 Diana Jones Award for Excellence in Gaming Winner
- 2005 Årets Spel Best Family Game Winner
- 2004 Spiel des Jahres Winner
- 2004 Origins Awards Best Board Game Winner
- 2004 Meeples’ Choice Award
- 2004 Japan Boardgame Prize Best Advanced Game Winner
- 2004 International Gamers Awards – General Strategy; Multi-player Nominee

## Spoljašnje veze
- Zvanični sajt Архивирано на веб-сајту  (1. септембар 2017)
- BGG